# Marc Cherry
Marc Cherry, född 23 mars 1962 i Long Beach, Kalifornien, är en amerikansk manusförfattare som är skaparen bakom TV-serien Desperate Housewives som har blivit en enorm tittarsuccé, med 30 miljoner tittare varje vecka.